# Мокри, Амир
Амир М. Мокри (перс. امیر مکری‎; род. 11 июня 1956, Иран) — иранский кинооператор.
Мокри родился в Иране, в 1977 году эмигрировал в США. Окончил Колледж Эмерсона и Американский институт киноискусства. С 1994 года является членом Академии кинематографических искусств и наук. Женат на продюсере Винни Мокри.

## Фильмография
- 1986 — All You Can Dream (короткометражка)
- 1987 — Танец смерти / Slam Dance
- 1987 — House of the Rising Sun
- 1989 — Eat a Bowl of Tea
- 1989 — Life Is Cheap… But Toilet Paper Is Expensive
- 1990 — Голубая сталь / Blue Steel
- 1990 — Район «Пасифик-Хайтс» / Pacific Heights
- 1991 — Бруклинская рокировка / Queens Logic
- 1991 — Шлюха / Whore
- 1992 — Корпорация «Бессмертие» / Freejack
- 1993 — Клуб радости и удачи / The Joy Luck Club
- 1996 — Око за око / Eye for an Eye
- 2000 — Бар «Гадкий койот» / Coyote Ugly
- 2001 — Не говори ни слова / Don’t Say a Word
- 2002 — Море Солтона / The Salton Sea
- 2003 — Плохие парни 2 / Bad Boys II
- 2004 — Забирая жизни / Taking Lives
- 2005 — Оружейный барон / Lord of War
- 2007 — Сокровище нации: Книга тайн / National Treasure: Book of Secrets
- 2008 — Точка обстрела / Vantage Point
- 2009 — Форсаж 4 / Fast & Furious
- 2011 — Время ведьм / Season of the Witch
- 2011 — Трансформеры 3: Тёмная сторона Луны / Transformers: Dark of the Moon
- 2013 — Человек из стали / Man of Steel
- 2014 — Трансформеры: Эпоха истребления / Transformers: Age Of Extinction
- 2015 — Хорошее убийство / Good Kill
- 2015 — Пиксели / Pixels
- 2016 — Рождение дракона / Birth of the Dragon
- 2017 — Его собачье дело / Once Upon a Time in Venice
- 2017 — Анон / Anon
- 2019 — Загадочное убийство / Murder Mystery